# Apogonia kamiyai
Apogonia kamiyai är en skalbaggsart som beskrevs av K. Sawada 1940. Apogonia kamiyai ingår i släktet Apogonia och familjen Melolonthidae. Inga underarter finns listade i Catalogue of Life.